# Guilty Gear Xrd
Guilty Gear Xrd (japonés: ギルティギアイグザード romanización Hepburn: Giruti Gia Iguzādo) es un videojuego de lucha desarrollado por Arc System Works. Es la quinta entrega de la saga Guilty Gear, y la primera en la que, conservando el entorno de lucha bidimensional que define la saga Guilty Gear, se emplea un motor gráfico 3D (Unreal Engine 3) con gráficos cell shading en lugar de sprites dibujados a mano. Fue lanzado en salones recreativos de Japón el 20 de febrero de 2014, con versiones domésticas para PlayStation 3 y PlayStation 4 en diciembre del mismo año en Japón y Estados Unidos, y 3 de junio de 2015 en Europa (solo en formato digital),con versiones mejoradas como Guilty Gear Xrd Revelator lanzada para Arcades en agosto de 2015 y para consolas en 2016 y Guilty Gear Xrd Rev 2,lanzada en 2017.

## Descripción
El juego está ambientado en 2187, un año después de su predecesor, Guilty Gear 2: Overture . La versión arcade del juego inicialmente contó con trece personajes jugables Sol Badguy , Ky Kiske , Millia Rage , May , Chipp Zanuff , Potemkin , Venom , Axl Low , I-No , Faust , Slayer y Zato-One veteranos de entregas anteriores y añadieron un personaje nuevo a la franquicia , Bedman . El juego también cuenta con un nuevo personaje jefe conocido como Ramlethal Valentine , quien fue añadida a la lista jugable en las máquinas recreativas a través de una actualización. Además, las versiones de consola doméstica agregaron a Sin Kiske de Overture , y dos nuevos personajes Elphelt Valentine y Leo Whitefang, personajes de paga (DLC) jugables , haciendo que el roster de personajes sea en total  17. Los personajes exclusivos de la consola doméstica Sin, Elphelt, y Leo se añadieron a la versión de arcade, junto con actualizaciones de re-balanceo en fecha posterior.

## Desarrollo y liberación
La idea de crear un nuevo Guilty Gear llegó en 2008, pero la producción no se inició hasta 2011; a mediados de 2012, que se iban alcanzando una producción a gran escala, para concluir en 2013. El primer tráiler de Guilty Gear Xrd -SIGN- fue mostrado al público durante el Festival anual de Arc System Works el 19 de mayo de 2013. El tráiler demostró los gráficos 3D modelados cell-shaded por Softimage -siendo utilizados en lugar de sprites en 2D. El equipo de desarrollo del juego fue manejado por un sistema interno Arc Work con nombre en código "Equipo Rojo ", que consta de 25 miembros, con el creador de la serie Daisuke Ishiwatari como director. 
Ishiwatari desarrolló el juego con el objetivo de llegar a un público más amplio ya que los planes para hacer Guilty Gear Xrd un nuevo comienzo en la franquicia. Como tal, tenía la intención de hacer el juego más accesible para los jugadores recién llegados. Una de las prioridades para Ishiwatari de hacer de ella un juego multiplataforma para que PlayStation 3 y PlayStation 4 propietarios pueden jugar unos contra otros. El Unreal Engine 3 (UE3) se utilizó debido a su bajo precio, la facilidad de que los no programadores pueden editarla directamente, y de portarlo a las consolas domésticas. El juego se proyectó estar afectando visualmente como una manera de atraer a nuevos jugadores y debido a la suposición de Ishiwtari que era un factor fundamental en el éxito de juegos como Street Fighter 2 y Virtua Fighter 2 . 3D cámaras cut-ins se añadieron para movimientos especiales para ayudar a alcanzar este objetivo. 
Debido a una pequeña cantidad de tiempo y presupuesto, Ishiwatari tuvo que elegir qué personajes prefería ser incluidos en la lista inicial, con planes de expansión más tarde. Otros factores en esta decisión fue también la variedad cada carácter agregado a la jugabilidad y cómo encajan en la parcela. Cada personaje tenía que ser prestados cuatro veces, y cada escena tenía 160mb de texturas y 70-80 diferentes shaders en él. El personal no tenía la intención de los personajes tenga física exactitud, sino que ellos querían lo más cerca posible al anime de estilo. La iluminación natural de los fondos fueron retirados también para eliminar las sombras de los personajes que hicieron su formato polígono evidente.
Fue lanzado en salas de juego el 20 de febrero de 2014, en la Sega RingEdge 2 tablero de juegos electrónicos con soporte para la ALL.Net P-ras sistema MULTI Ver.2, así como la PlayStation 3 y PlayStation 4 en 4 de diciembre. Fue lanzado en Norteamérica por Aksys Games el 16 de diciembre de 2014.

## Personajes

### Guilty Gear: The Missing Link
- Sol Badguy
- Ky Kiske
- Millia Rage
- Zato-One
- May
- Potemkin
- Chipp Zanuff
- Axl Low

### De Guilty Gear X: By Your Side
- Faust
- Venom

### De Guilty Gear XX: The Midnight Carnival
- Slayer
- I-No

### De Guilty Gear 2: Overture
- Sin Kiske

### Personajes Nuevos
- Bedman
- Ramlethal Valentine
- Elphelt Valentine (Personaje DLC)
- Leo Whitefang (Personaje DLC)

### Personajes de REVELATOR
- Dizzy (Personaje DLC)
- Johnny
- Jam Kuradoberi
- Raven
- Jack -O Valentine
- Kum Haehyun (Personaje DLC)

### Personajes de Rev 2
- Baiken
- Answer

### Cameos (Personajes No Jugables)
- Dr. Paradigm
- Justice
- That Man
- Ariels

## Recepción
El juego ha recibido críticas en general positivas, con una puntuación en Metacritic de 84. [ 28 ] El juego ha sido elogiado por sus gráficos cel-shaded y jugabilidad accesible, pero al mismo tiempo criticado por sus opciones de red y menor número de personajes respecto a entregas anteriores de la saga. El sitio web Giant Bomb lo nombró "Best-Looking Game" de 2014.